# Теуицинго
Теуицинго (исп. Tehuitzingo) — город и муниципалитет в Мексике, входит в штат Пуэбла. Население — 12 650 человек.
Город расположен в южной Мексике, примерно равно удалён от Тихого океана и Карибского моря. Климат тропический континентальный. Природная зона — саванны и редколесья.

## История
Город основан в 1895 году.